# ASD Rugby Rende
L'ASD Rugby Rende è una società sportiva di rugby fondata nel 1976 con sede nella città di Rende. I colori sociali sono il bianco e il rosso. Gioca le sue partite al Campo Sportivo Comunale "Tonino Mazzuca" di Rende. Nel 2017 dopo mesi di lavori, il campo viene sistemato e gli viene aggiunto il manto erboso.

## Storia
Fondata il 10 febbraio 1976, raggiunge il picco massimo della sua storia militando per una stagione in Serie B. Trascorre gli anni 2010 tra Serie C2 e C1. Attualmente si trova nella serie C2. Può essere considerata una delle migliori realtà di rugby in Calabria.